# سیارک ۱۱۹۸۷
سیارک ۱۱۹۸۷ (به انگلیسی: 11987 Yonematsu، نامگذاری:1995VU1) یازده هزار و نهصد و هشتاد و هفتمین سیارک کشف شده‌است که در ۱۵ نوامبر ۱۹۹۵ کشف شد.
قدر مطلق سیارک برابر ۴۲.۶ است.